# Willemstad

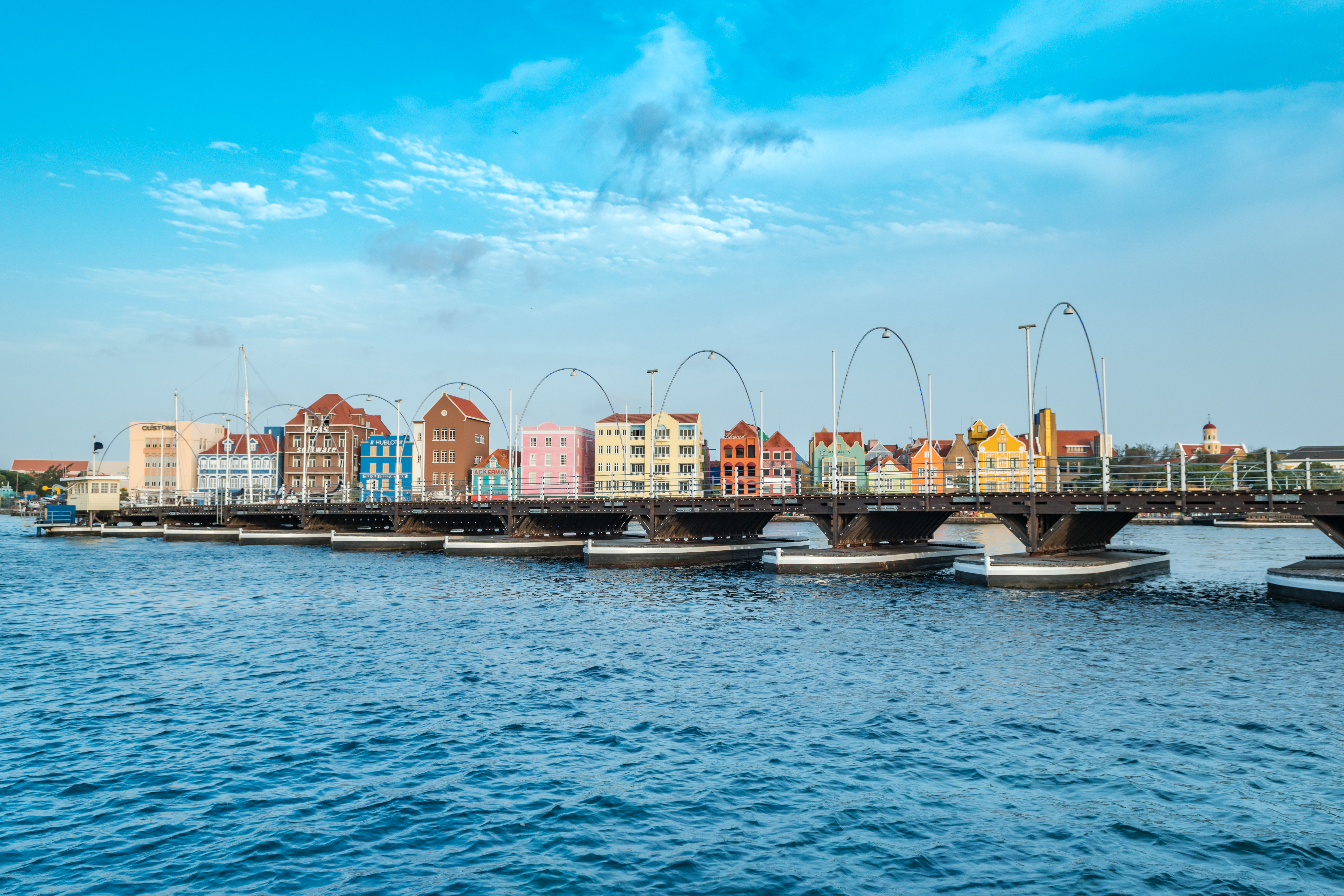
Königin-Emma-Brücke

Willemstad ist der Hauptort von Curaçao. Mit 125.000 Einwohnern ist diese die größte Stadt der niederländischen Gebiete in der Karibik.

## Lage
Die Stadt liegt am Südwestufer der Insel Curaçao und besitzt einen natürlichen Hafen, Schottegat genannt, der durch die Sint Annabaai vom Meer abgeschirmt wird. Die beiden gegenüberliegenden Stadtteile Otrabanda und Punda werden seit 1886 durch die Königin-Emma-Brücke verbunden.

## Geschichte
Die ursprünglichen Bewohner waren Arawak. Die Insel wurde 1499 von den Spaniern entdeckt. Sie sollen am 26. Juli an Land gegangen sein, dem Namenstag der Heiligen Anna, und nannten die Bucht Bahia de Santa Ana („Sint Annabaai“). 1515 wurden fast alle Arawak als Sklaven nach Spanien verschleppt. 1527 ließen sich die Spanier endgültig auf Curaçao nieder.
1634 wurde Willemstad von den Niederländern erobert. Das Gebiet östlich der St. Annabaai wurde De Punt („der Punkt“) genannt; im Inseldialekt Papiamentu punta. Später wurde daraus Punda. Auf „dem Punkt“ wurde 1635 ein Fort gebaut, um den Hafeneingang zu beschützen: Fort Amsterdam. Es ist das älteste Fort der Westindischen Kompanie auf Curaçao. Um das Fort herum wuchs die Stadt. 1707 wurde auf der gegenüberliegenden Baai-Seite ein neues Viertel gegründet: Otrabanda (aus Papiamentu: „die andere Seite“).
Seit 1958 ist Willemstad Sitz des römisch-katholischen Bistums Willemstad, das aus der 1752 errichteten Apostolischen Präfektur Curaçao und dem späteren Apostolischen Vikariat hervorging. Hauptkirche ist die Kathedrale Königin vom heiligen Rosenkranz.
Am 30. Mai 1969 brach in Willemstad ein Arbeiteraufstand aus, bei dem der Gewerkschaftsführer Wilson Godett angeschossen wurde. Daraufhin legten wütende Arbeiter in der Heerenstraat Feuer. Die Niederlande griffen in den Konflikt ein, indem sie 300 Marinesoldaten einflogen, um die Ordnung wiederherzustellen. Godett gründete wenige Tage später mit seinen Mitstreitern die Partei Frente Obrero i Liberashon 30 di Mei (FOL), die bei den folgenden Wahlen rund ein Viertel der Stimmen erobern konnte.
1997 setzte die UNESCO die Innenstadt auf die Liste der Weltkulturgüter. Bis zum 10. Oktober 2010 war Willemstad Hauptstadt der Niederländischen Antillen.

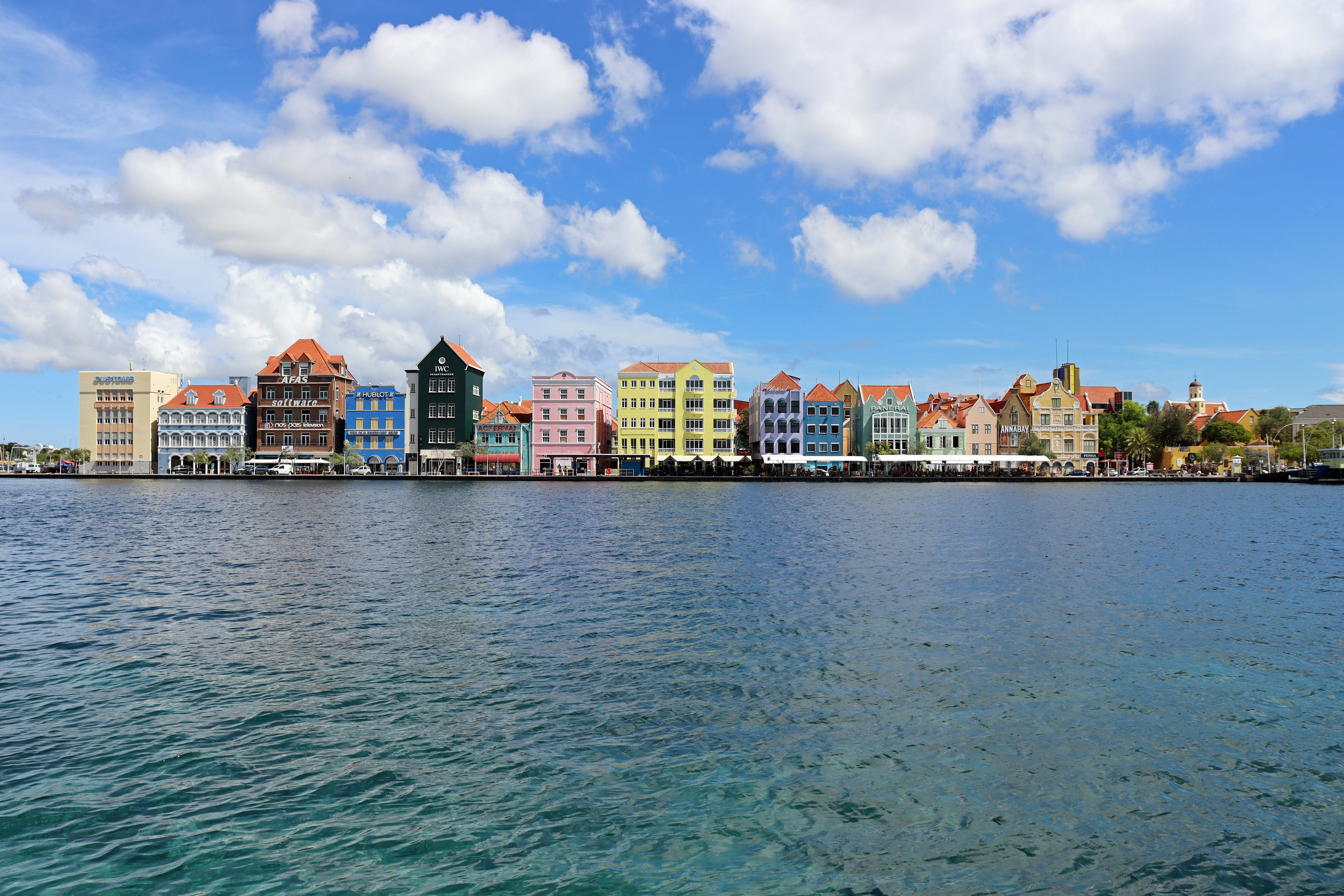
Hafen von Willemstad

## Wirtschaft

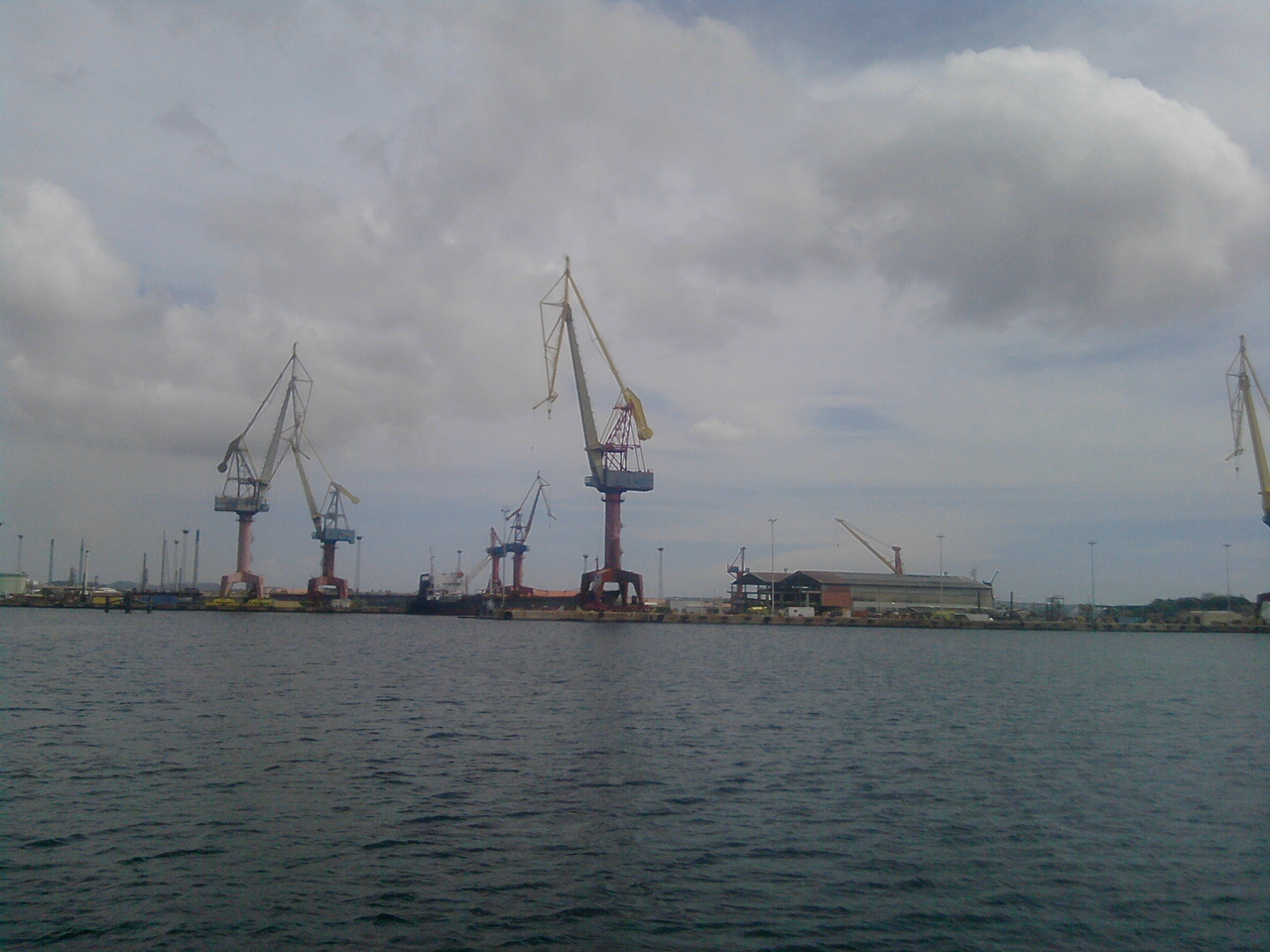
Der Freihafen und eine Schiffswerft in Willemstad

Im 17. Jahrhundert wurde Willemstad ein bedeutender Handelshafen in der Karibik. Schon bald entstand hier ein wichtiger regionaler Sklavenmarkt. Die Sklaven wurden aus Westafrika eingeführt und in Willemstad an Land gebracht, um dann zu diversen Bestimmungen in Mittel- und Südamerika verkauft zu werden.
Die spärlichen landwirtschaftlichen Erträge und spärlichen Wasserressourcen der Insel Curaçao lohnten nicht für die Einrichtung einer Plantagenwirtschaft; die Insel wird überwiegend vom benachbarten Venezuela mit Lebensmitteln und Trinkwasser versorgt. Der Bau einer modernen Meerwasserentsalzungsanlage am Stadtrand hat die Trinkwasserversorgung stabilisiert.
In den 1920er Jahren baute Shell in Willemstad eine der größten Erdölraffinerien der Welt. Hier wurde seitdem Rohöl aus Venezuela verarbeitet. Für diesen Standort entschied man sich, da die politischen Verhältnisse auf dem Festland als zu instabil galten. Während des Zweiten Weltkrieges lief die Produktion von Flugbenzin für die Flugzeuge der britischen und kanadischen Air Forces auf Hochtouren. Nach dem Zweiten Weltkrieg wurde die Raffinerie mehrfach ausgebaut; mehr als 2000 neue Arbeitsplätze, urbane Infrastruktur nach europäischem Standard und Wohnsiedlungen wurden am Stadtrand geschaffen. Bis 2019 wurde die Raffinerie von der venezolanischen Ölgesellschaft PdVSA betrieben.
Neben dem Ölhafen befindet sich der Industriehafen; er wird als Freihafen betrieben und als zentraler Containerumschlagplatz für die karibischen Inseln genutzt. Der Containerhafen gehörte 2021 mit einem Umschlag von 92.640 TEU (Twenty-foot Equivalent Unit) zu den größeren Häfen in der südlichen und östlichen Karibik.
Seit den 1960er Jahren ist der Tourismus ein wichtiger Wirtschaftszweig geworden. Es gibt viele Hotels und Kasinos. Kreuzfahrtschiffe legen hier regelmäßig an.
In der Hauptstadt befindet sich auch die Wertpapierbörse des Landes – die Dutch Caribbean Securities Exchange.

## Klimatabelle
|                       | Jan  | Feb  | Mär  | Apr  | Mai  | Jun  | Jul  | Aug  | Sep  | Okt  | Nov  | Dez  |   |      |
| Mittl. Tagesmax. (°C) | 29,2 | 29,4 | 29,9 | 30,4 | 31,1 | 31,4 | 31,4 | 31,9 | 32,3 | 31,5 | 30,7 | 29,8 | ⌀ | 30,8 |
| Mittl. Tagesmin. (°C) | 23,9 | 24,0 | 24,4 | 25,0 | 25,8 | 25,9 | 25,7 | 26,0 | 26,3 | 25,9 | 25,3 | 24,4 | ⌀ | 25,2 |
|                       |      |      |      |      |      |      |      |      |      |      |      |      |   |      |
| Niederschlag (mm)     | 46   | 28   | 15   | 19   | 25   | 21   | 34   | 41   | 45   | 83   | 96   | 99   | Σ | 552  |
|                       |      |      |      |      |      |      |      |      |      |      |      |      |   |      |
| Sonnenstunden (h/d)   | 8,2  | 8,6  | 8,6  | 7,9  | 7,8  | 8,5  | 9,1  | 9,3  | 8,5  | 7,9  | 7,6  | 7,5  | ⌀ | 8,3  |
|                       |      |      |      |      |      |      |      |      |      |      |      |      |   |      |
| Regentage (d)         | 8    | 5    | 3    | 3    | 3    | 3    | 6    | 5    | 5    | 8    | 10   | 12   | Σ | 71   |
|                       |      |      |      |      |      |      |      |      |      |      |      |      |   |      |
| Wassertemperatur (°C) | 26   | 25   | 26   | 26   | 26   | 27   | 27   | 28   | 28   | 28   | 28   | 27   | ⌀ | 26,8 |
|                       |      |      |      |      |      |      |      |      |      |      |      |      |   |      |
| Luftfeuchtigkeit (%)  | 76   | 75   | 74   | 75   | 77   | 76   | 76   | 76   | 75   | 77   | 78   | 77   | ⌀ | 76   |

| 23,9 |

| 24,0 |

| 24,4 |

| 25,0 |

| 25,8 |

| 25,9 |

| 25,7 |

| 26,0 |

| 26,3 |

| 25,9 |

| 25,3 |

| 24,4 |

| 23,9 |

| 24,0 |

| 24,4 |

| 25,0 |

| 25,8 |

| 25,9 |

| 25,7 |

| 26,0 |

| 26,3 |

| 25,9 |

| 25,3 |

| 24,4 |

| N i e d e r s c h l a g | 46  | 28  | 15  | 19  | 25  | 21  | 34  | 41  | 45  | 83  | 96  | 99  |
|                         | Jan | Feb | Mär | Apr | Mai | Jun | Jul | Aug | Sep | Okt | Nov | Dez |

## Bildung
- University of Curaçao
- Dr. Moises Frumencio da Costa Gomez University of Curaçao (ehem. University of the Netherlands Antilles)
- Avalon University School of Medicine (existierte bis 2010 als Xavier University School of Medicine auf der Nachbarinsel Bonaire)
- Caribbean Medical University (eine private medizinische Hochschule)
- St. Martinus University, Faculty of Medicine (ursprünglich das katholische St. Martinus College für Mädchen).

Das im 19. Jahrhundert gegründete „Peter Stuyvesant College“ wurde 2011 in „Kolegio Alejandro Paula“ (KAP) umbenannt.
1985 wurde der Versuch unternommen, Willemstad als Austragungsort für Motorsportveranstaltungen zu etablieren. Am 13. Oktober 1985 fand in den Straßen der Stadt mit dem Curaçao Grand Prix ein Formel-3000-Rennen statt. Entgegen den ursprünglichen Erwartungen blieb das Rennen eine Einzelveranstaltung.

## Persönlichkeiten

### Söhne und Töchter der Stadt
- May Henriquez (1915–1999), Bildhauerin, Übersetzerin, Autorin und Bankierin
- George Maduro (1916–1945), Widerstandskämpfer
- Wilhelm Michel Ellis (1926–2003), römisch-katholischer Geistlicher, Bischof von Willemstad 1973–2001
- Wim Statius Muller (1930–2019), Komponist und Pianist
- Henk Visser (1932–2015), Leichtathlet
- Bas Maliepaard (1938–2024), Radrennfahrer
- Robby Müller (1940–2018), Kameramann
- Guillermo Marchena (1947–1994), Schlagzeuger und Popsänger
- Irving van Nes (* 1949), Hockeyspieler
- Theu Boermans (* 1950), Regisseur
- Chimène van Oosterhout (* 1964), Popsängerin bei Luv’
- Andruw Jones (* 1977), Baseballspieler
- Jean-Julien Rojer (* 1981), Tennisspieler
- Richmar Siberie (* 1982), Fußballnationalspieler
- Danny Makkelie (* 1983), Fußballschiedsrichter
- Churandy Martina (* 1984), Leichtathlet
- Jarzinho Pieter (1987–2019), Fußballspieler
- Vurnon Anita (* 1989), Fußballspieler
- Charlison Benschop (* 1989), niederländischer Fußballspieler
- Liemarvin Bonevacia (* 1989), Leichtathlet
- Terrence Agard (* 1990), Leichtathlet
- Elson Hooi (* 1991), Fußballspieler
- Jurswailly Luciano (* 1991), Handballspielerin
- Quenten Martinus (* 1991), Fußballspieler
- Taymir Burnet (* 1992), Leichtathlet
- Christopher Garia (* 1992), Leichtathlet und Baseballspieler
- Hensley Paulina (* 1993), Leichtathlet
- Odile van Aanholt (* 1998), Seglerin
- Tahith Chong (* 1999), Fußballspieler
- Matthew Sophia (* 2003), Hürdenläufer

### Weitere Persönlichkeiten
- Isaak Faesch (1687–1758), Schweizer Kaufmann, Sklavenhändler, Offizier in fremden Diensten sowie Gouverneur der niederländischen Kolonien St. Eustatius und Curaçao

## Galerie

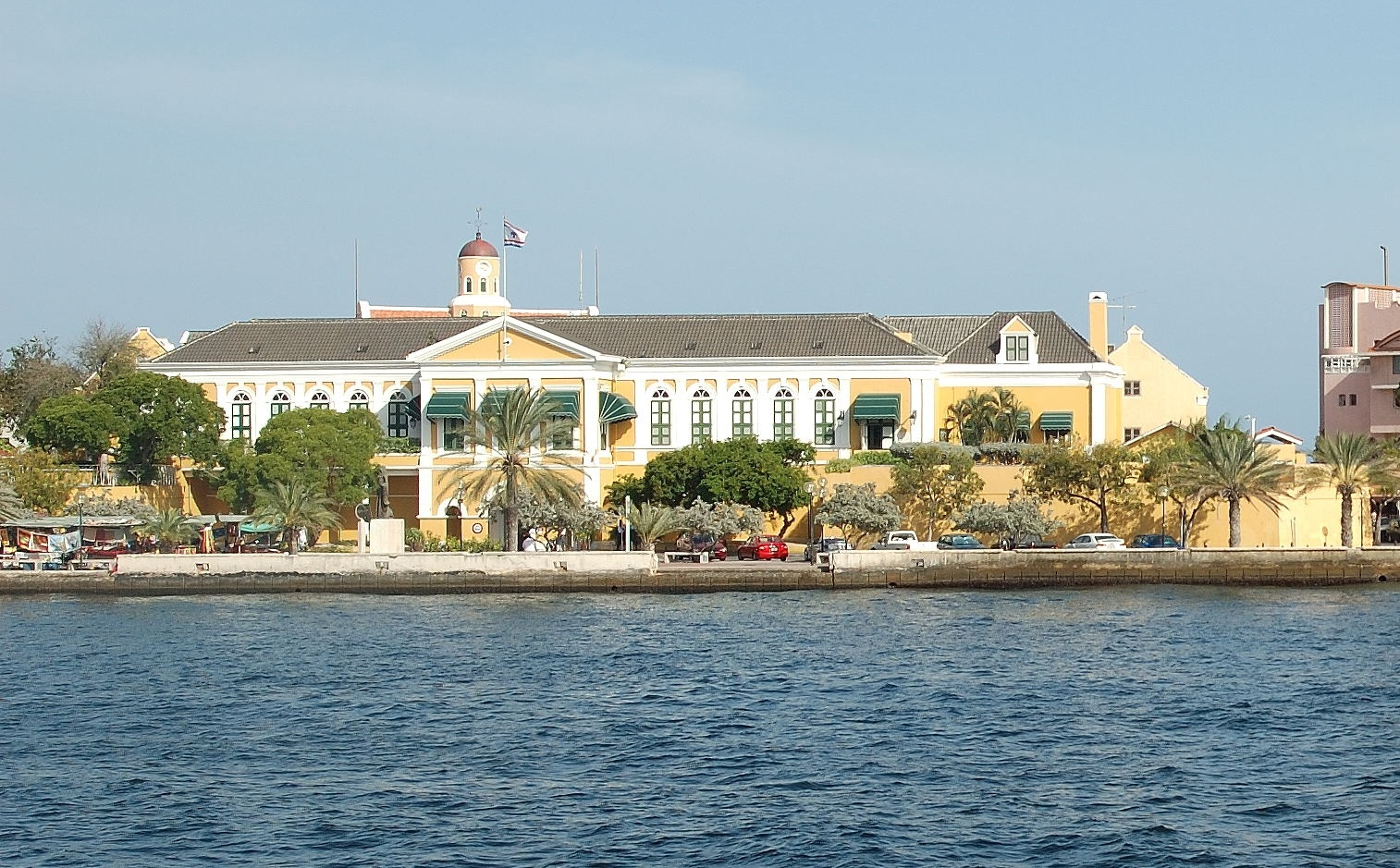
Fort Amsterdam
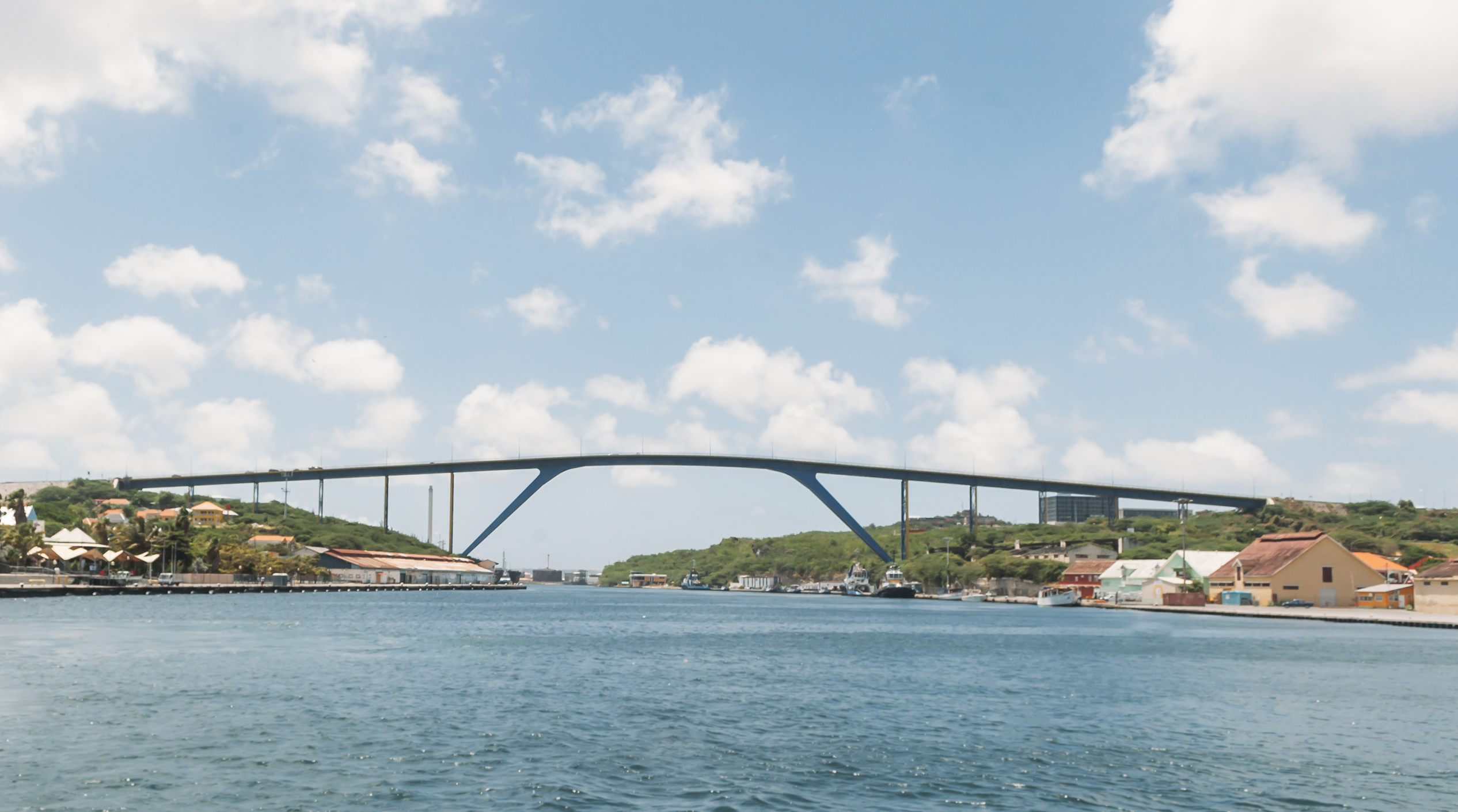
Königin-Juliana-Brücke
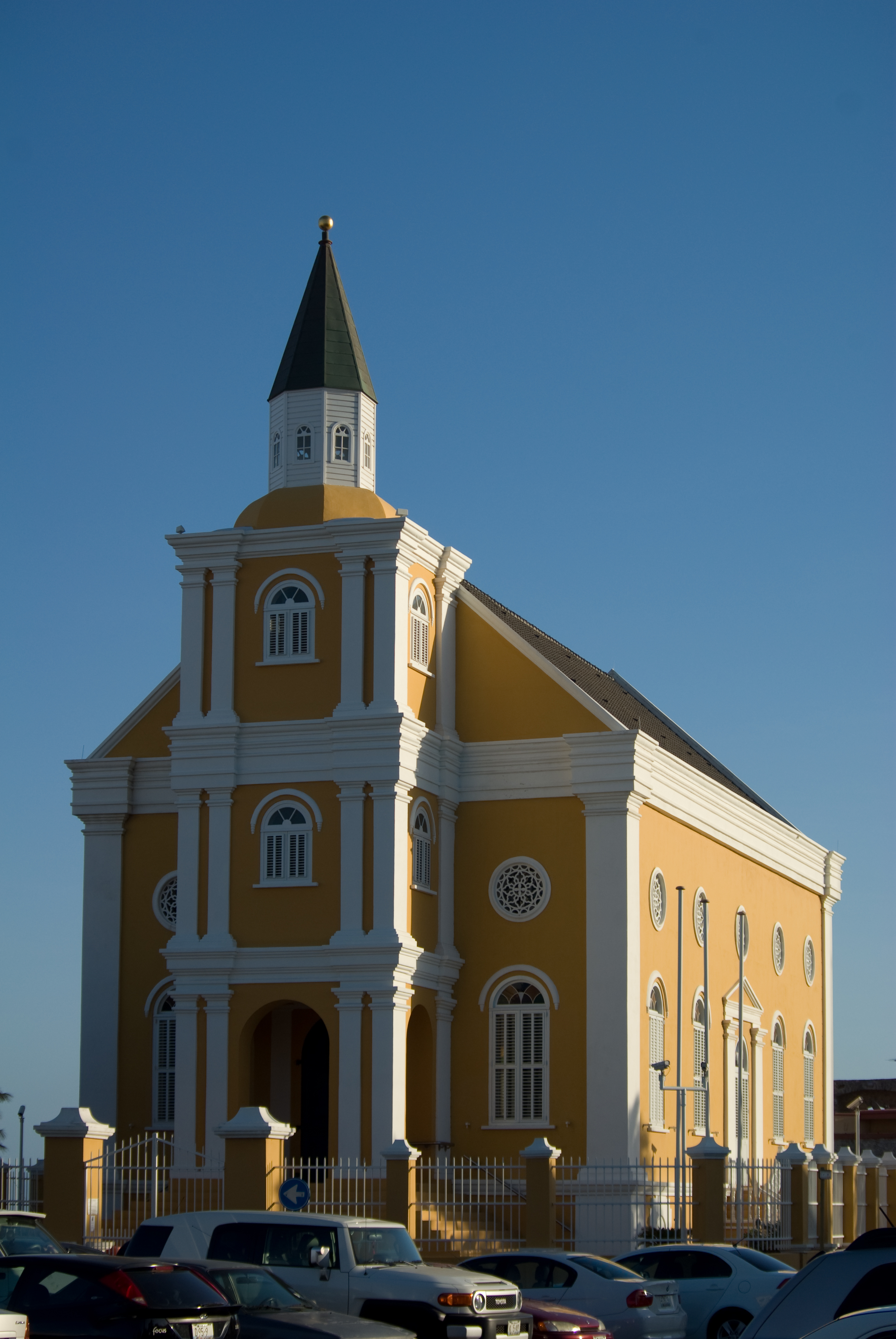
Synagoge von Curaçao
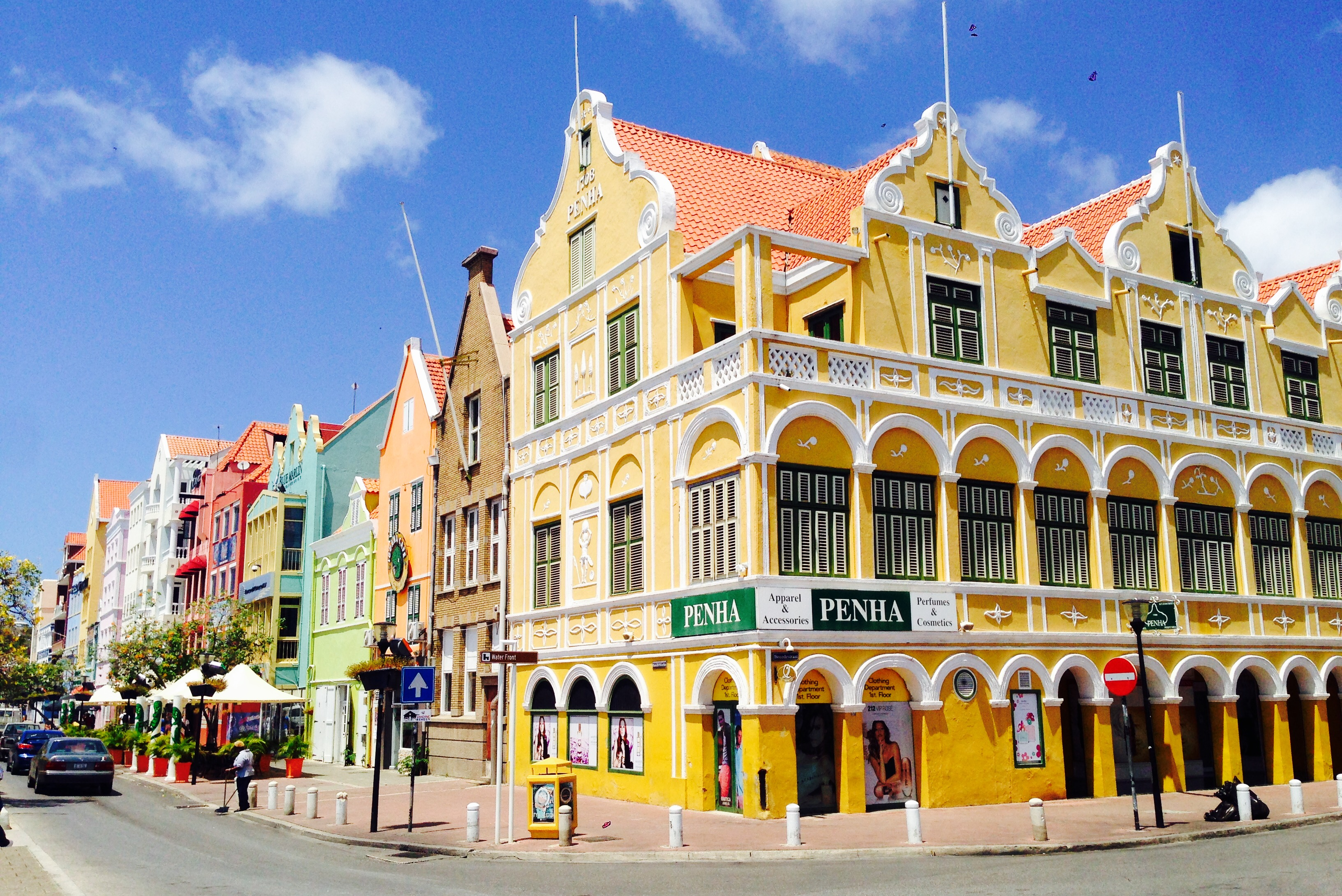
Penha-Haus
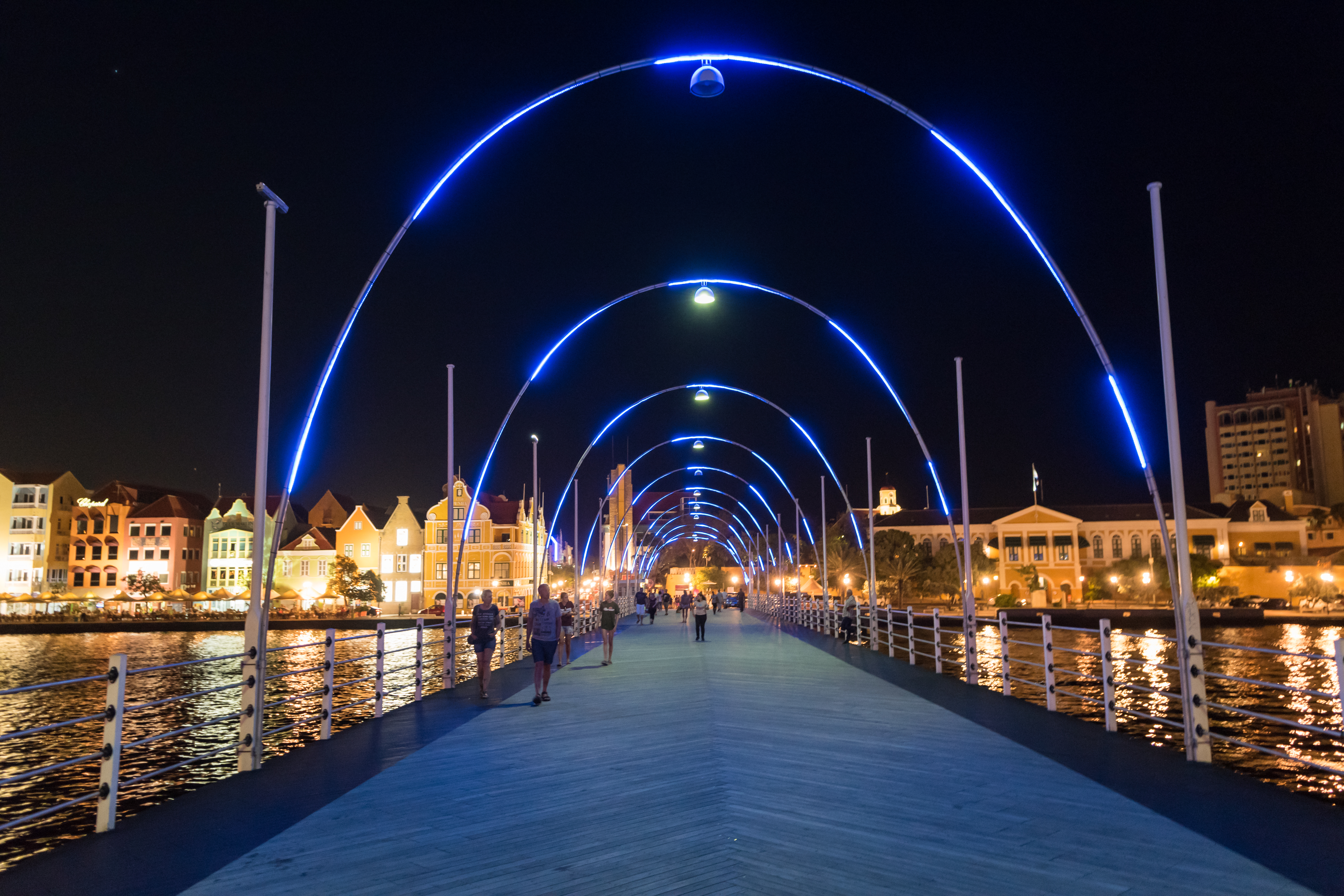
Königin-Emma-Brücke bei Nacht